# أليس كاترين إيفانز
أليس كاترين إيفانز (بالإنجليزية: Alice Catherine Evans) هي جراثيمية وعالمة أحياء دقيقة أمريكية، ولدت في 29 يناير 1881 في مقاطعة برادفورد في الولايات المتحدة، وتوفيت في 5 سبتمبر 1975 في الإسكندرية في الولايات المتحدة بسبب سكتة.

## وصلات خارجية
- أليس كاترين إيفانز على موقع الموسوعة البريطانية (الإنجليزية)